# Kuggeboda och Lunnatorp
Kuggeboda och Lunnatorp is een plaats in de gemeente Ronneby in het landschap Blekinge en de provincie Blekinge län in Zweden. De plaats heeft 146 inwoners (2005) en een oppervlakte van 30 hectare.